# آستون-جونکسیون، کبک
آستون-جونکسیون (به فرانسوی: Aston-Jonction) شهری در منطقه شهری نیکوله-یاماسکا ناحیه سانتر-دو-کبک در استان کبک کانادا است. در سرشماری سال ۲۰۱۱ این شهر ۳۸۶ نفر جمعیت داشته‌است و مساحت آن ۲۶٫۴۳ کیلومتر مربع است.